# Паал, Ласло
Ласло Паал (венг. László Paál, 30 июля 1846, с. Зам (ныне румынский жудец Хунедоара в регионе Трансильвания) — 4 марта 1879, Шарантон-ле-Пон, Франция) — венгерский художник-пейзажист, последователь барбизонской школы.

## Биография
Ласло Паал происходил из дворянской семьи. Его отец был почтмейстером, что приводило к частым переездам. Его художественный талант проявился рано. Первые уроки он получит от Пала Бёма в Араде. По просьбе отца в 1864 году отправился в Вену, где обучался живописи в Венской академии изобразительных искусств. В 1866 году стал учеником немецкого художника Альберта Циммермана.
В 1869 впервые представил некоторые из своих работ на крупной выставке в Мюнхене. В 1870 совершил поездку в Нидерланды, в том же году по рекомендации близкого друга и соратника венгерского живописца Михая Мункачи поступил для продолжения учёбы в Дюссельдорфскую академию художеств.
С 1873 Паал жил в колонии художников-барбизонцев. Был постоянным участником Парижского Салона, на котором в 1873 получил награду за картину «Закат».
С 1874 — член ассоциации художников Дюссельдорфа.
Умер в 1879 году. За годы творчества написал около 65 картин. После смерти художника его полотна были проданы на аукционе в Париже в 1880 году.

## Творчество
По мнению специалистов и критиков, восприятие и передача природы Паалом полны напряжённой страстности и темперамента. Живописная манера художника столь же эмоциональна и активна, как у Мункачи. Цветовые соотношения драматичны и контрастны. Природа в его пейзажах проникнута вечной динамикой и переменчивостью. Это ощущение непрерывного движения природы художнику удаётся воплотить с помощью темпераментной манеры письма. Вместе с тем в пейзажах Паала нет ничего от мимолётной зыбкости импрессионистического восприятия. При всём ощущении изменчивости его природа материальна в своей предметной определённости, пластической цельности.

## Галерея

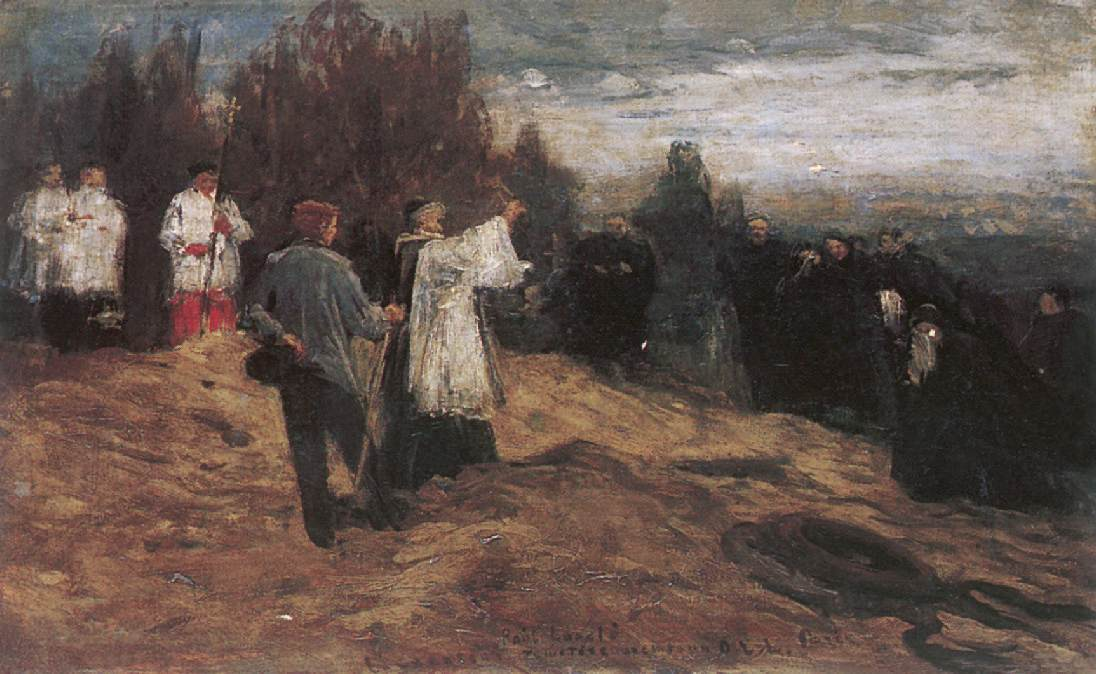
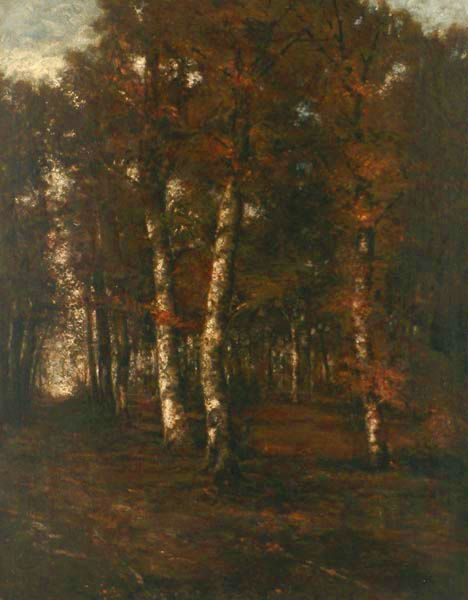
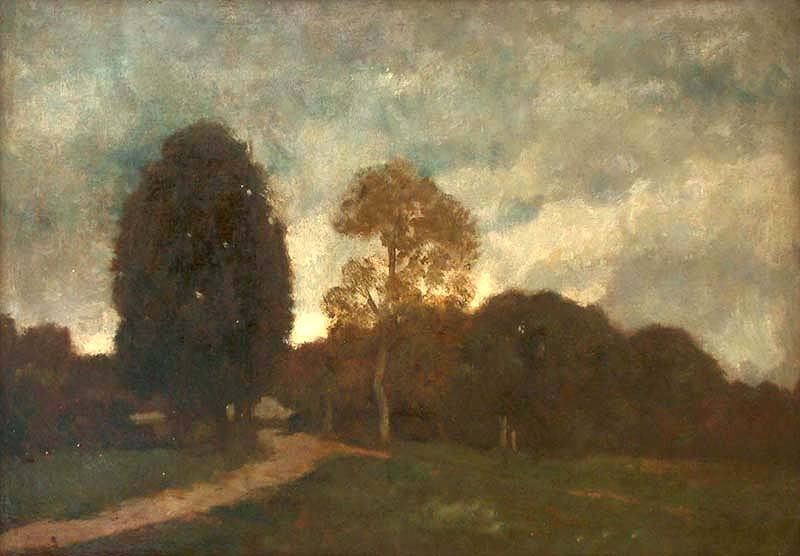